# کاراچا-یلگا
کاراچا-یلگا (انگلیسی: Karacha-Yelga) یک شهرک در شهرستان کوشنارنکوفسکی جمهوری باشقیرستان در کشور روسیه است.